# Ernad Fejzula
Ernad Fejzula (mac. Ернад Фејзула; ur. 1 września 1966 w Tetowie) – północnomacedoński polityk pochodzenia albańskiego. Absolwent Uniwersytetu w Prisztinie, w latach 2014–2016 deputowany do Zgromadzenia Republiki Macedonii z ramienia Demokratycznej Partii Albańczyków.